# Пабло (футболіст, 2004)
Пабло Феліпе Перейра де Жезус (порт. Pablo Felipe Pereira de Jesus), відомий просто як Пабло (порт. Pablo; нар. 2 січня 2004) — португальський футболіст, нападник клубу «Жил Вісенте».

## Клубна кар'єра

### «Фамалікан»
Займався футболом в системі бразильського «Флуміненсе», потім 2019 року приєднався до академії португальського клубу «Фамалікан». 1 серпня 2021 року дебютував в основному складі «Фамалікана» в матчі Кубка португальської ліги проти «Ештуріл-Прая», вийшовши на заміну Лоуренсу Офорі. 8 серпня в поєдинку проти «Пасуш-де-Феррейра» дебютував у Прімейра-лізі.
22 квітня 2023 року в матчі Прімейра-ліги проти «Марітіму» забив свій перший гол у професіональній кар'єрі, принісши перемогу своїй команді в компенсований час (3-2).

#### Оренда в «Пасуш-де-Феррейра»
12 січня 2024 року на правах оренди перейшов «Пасуш-де-Феррейра» з Сегунда-ліги до кінця сезону. 28 січня в матчі Сегунда-ліги проти «Мафри» дебютував за клуб. 7 квітня 2024 року в поєдинку проти «Санта-Клари» забив свій перший гол за «Пасуш-де-Феррейра». Всього за час оренди провів 15 матчів, відзначившись одним м'ячем.

#### Оренда в «Жил Вісенте»
2 вересня 2024 року відправся в сезонну оренду в клуб Прімейра-ліги «Жил Вісенте». 19 жовтня дебютував за нову команду в матчі Кубка Португалії проти «Белененсеша», вийшовши на заміну.
19 січня 2025 року в поєдинку Прімейра-ліги проти «Порту» забив свій перший гол за «Жил Вісенте». 1 квітня року в матчі Прімейра-ліги проти «Боавішти» оформив хет-трик. Він став першим гравцем в історії «Жил Вісенте», що зробив хет-трик у виїзному матчі. Усі три голи були забиті за 10 хвилин, що перевершило клубний рекорд Кані Фудзімото. Окрім цього він став 5-им найшвидшим хет-триком Прімейра-ліги в 21 столітті.

### «Жил Вісенте»
11 червня 2025 року став повноцінним гравцем «Жил Вісенте», підписавши чотирирічний контракт.

## Особисте життя
Син колишнього бразильського футболіста Пени, відомого виступами за «Порту» і «Брагу», найкращого бомбардира чемпіонату Португалії в сезоні 2000–01.

## Статистика виступів
Станом на 9 серпня 2025
| Клуб                | Сезон             | Чемпіонат         | Чемпіонат | Чемпіонат | Кубок | Кубок | Кубок ліги | Кубок ліги | Єврокубки | Єврокубки | Інші  | Інші | Всього | Всього |
| Клуб                | Сезон             | Дивізіон          | Матчі     | Голи      | Матчі | Голи  | Матчі      | Голи       | Матчі     | Голи      | Матчі | Голи | Матчі  | Голи   |
| ------------------- | ----------------- | ----------------- | --------- | --------- | ----- | ----- | ---------- | ---------- | --------- | --------- | ----- | ---- | ------ | ------ |
| Фамалікан           | 2021–22           | Прімейра-ліга     | 5         | 0         | 0     | 0     | 2          | 0          | —         | —         | —     | —    | 7      | 0      |
| Фамалікан           | 2022–23           | Прімейра-ліга     | 15        | 2         | 3     | 0     | 3          | 0          | —         | —         | —     | —    | 21     | 2      |
| Фамалікан           | 2023–24           | Прімейра-ліга     | 8         | 0         | 1     | 2     | 1          | 0          | —         | —         | —     | —    | 10     | 2      |
| Фамалікан           | Всього            | Всього            | 28        | 2         | 4     | 2     | 6          | 0          | 0         | 0         | 0     | 0    | 38     | 4      |
| → Пасуш-де-Феррейра | 2023–24           | Сегунда-ліга      | 15        | 1         | 0     | 0     | 0          | 0          | —         | —         | —     | —    | 15     | 1      |
| → Жил Вісенте       | 2024–25           | Прімейра-ліга     | 20        | 5         | 3     | 0     | 0          | 0          | —         | —         | —     | —    | 23     | 5      |
| Жил Вісенте         | 2025–26           | Прімейра-ліга     | 1         | 1         | 0     | 0     | 0          | 0          | —         | —         | —     | —    | 1      | 1      |
| Жил Вісенте         | Всього            | Всього            | 21        | 6         | 3     | 0     | 0          | 0          | 0         | 0         | 0     | 0    | 24     | 6      |
| Всього за кар'єру   | Всього за кар'єру | Всього за кар'єру | 64        | 8         | 7     | 2     | 6          | 0          | 0         | 0         | 0     | 0    | 77     | 10     |